# Yehvann Diouf
Yehvann Diouf (Montreuil, 16 novembre 1999) è un calciatore francese naturalizzato senegalese, portiere del Nizza e della nazionale senegalese.

## Biografia
Nato in Francia, suo padre è senegalese mentre sua madre polacca.

## Carriera

### Club
Cresciuto nei settori giovanili di Créteil-Lusitanos e Troyes, l'8 settembre 2016 firma il primo contratto professionistico con il club dell'Aube, di durata triennale, diventando così il giocatore più giovane della storia della società a farlo; esordisce in prima squadra il 17 maggio 2019, nella partita di Ligue 2 pareggiata per 0-0 contro l'Ajaccio. Trasferitosi quindi a parametro zero allo Stade Reims, con cui firma un quadriennale, debutta con i rosso-bianchi in Ligue 1 il 4 ottobre 2020, nell'incontro pareggiato per 2-2 contro il Rennes.
Il 7 luglio 2021 prolunga il proprio contratto fino al 2025. L'8 marzo 2023, dopo essersi imposto come titolare nel ruolo, rinnova fino al 2027.
Il 3 luglio 2025 passa al Nizza.

### Nazionale
Dopo avere rappresentato le selezioni giovanili francesi decide di rappresentare il Senegal, nazionale delle sue origini, da cui viene convocato per la prima volta a marzo. Esordisce con la selezione africana il 6 giugno dello stesso anno nell'amichevole pareggiata 1-1 in casa dell'Irlanda.

## Statistiche

### Presenze e reti nei club
Statistiche aggiornate al 2 maggio 2025.
| Stagione             | Squadra              | Campionato           | Campionato | Campionato | Coppe nazionali | Coppe nazionali | Coppe nazionali | Coppe continentali | Coppe continentali | Coppe continentali | Altre coppe | Altre coppe | Altre coppe | Totale | Totale |
| Stagione             | Squadra              | Comp                 | Pres       | Reti       | Comp            | Pres            | Reti            | Comp               | Pres               | Reti               | Comp        | Pres        | Reti        | Pres   | Reti   |
| -------------------- | -------------------- | -------------------- | ---------- | ---------- | --------------- | --------------- | --------------- | ------------------ | ------------------ | ------------------ | ----------- | ----------- | ----------- | ------ | ------ |
| 2016-2017            | Troyes 2             | N3                   | 18         | -?         | -               | -               | -               | -                  | -                  | -                  | -           | -           | -           | 18     | -?     |
| 2017-2018            | Troyes 2             | N3                   | 14         | -?         | -               | -               | -               | -                  | -                  | -                  | -           | -           | -           | 14     | -?     |
| 2018-2019            | Troyes 2             | N3                   | 11         | -8         | -               | -               | -               | -                  | -                  | -                  | -           | -           | -           | 11     | -8     |
| Totale Troyes 2      | Totale Troyes 2      | Totale Troyes 2      | 43         | -8+        |                 | -               | -               |                    | -                  | -                  |             | -           | -           | 43     | -8+    |
| 2018-2019            | Troyes               | L2                   | 1          | 0          | CF+CdL          | 0               | 0               | -                  | -                  | -                  | -           | -           | -           | 1      | 0      |
| 2019-2020            | Stade Reims 2        | N2                   | 16         | -21        | -               | -               | -               | -                  | -                  | -                  | -           | -           | -           | 16     | -21    |
| 2020-2021            | Stade Reims 2        | N2                   | 2          | 0          | -               | -               | -               | -                  | -                  | -                  | -           | -           | -           | 2      | 0      |
| 2021-2022            | Stade Reims 2        | N2                   | 5          | -8         | -               | -               | -               | -                  | -                  | -                  | -           | -           | -           | 5      | -8     |
| 2022-2023            | Stade Reims 2        | N2                   | 1          | 0          | -               | -               | -               | -                  | -                  | -                  | -           | -           | -           | 1      | 0      |
| Totale Stade Reims 2 | Totale Stade Reims 2 | Totale Stade Reims 2 | 24         | -29        |                 | -               | -               |                    | -                  | -                  |             | -           | -           | 24     | -29    |
| 2020-2021            | Stade Reims          | L1                   | 2          | -1         | CF              | 1               | -4              | UEL                | 0                  | 0                  | -           | -           | -           | 3      | -5     |
| 2021-2022            | Stade Reims          | L1                   | 0          | 0          | CF              | 3               | -1              | -                  | -                  | -                  | -           | -           | -           | 3      | -1     |
| 2022-2023            | Stade Reims          | L1                   | 31         | -31        | CF              | 3               | -3              | -                  | -                  | -                  | -           | -           | -           | 34     | -34    |
| 2023-2024            | Stade Reims          | L1                   | 34         | -47        | CF              | 0               | 0               | -                  | -                  | -                  | -           | -           | -           | 34     | -47    |
| 2024-2025            | Stade Reims          | L1                   | 34+2       | -47+4      | CF              | 5               | -7              | -                  | -                  | -                  | -           | -           | -           | 41     | -58    |
| Totale Stade Reims   | Totale Stade Reims   | Totale Stade Reims   | 101+2      | -126       |                 | 12              | -15             |                    | 0                  | 0                  |             | -           | -           | 115    | -145   |
| Totale carriera      | Totale carriera      | Totale carriera      | 171        | -163+      |                 | 12              | -15             |                    | 0                  | 0                  |             | -           | -           | 183    | -180+  |

### Cronologia presenze e reti in nazionale
| Cronologia completa delle presenze e delle reti in nazionale ― Senegal | Cronologia completa delle presenze e delle reti in nazionale ― Senegal | Cronologia completa delle presenze e delle reti in nazionale ― Senegal | Cronologia completa delle presenze e delle reti in nazionale ― Senegal | Cronologia completa delle presenze e delle reti in nazionale ― Senegal | Cronologia completa delle presenze e delle reti in nazionale ― Senegal | Cronologia completa delle presenze e delle reti in nazionale ― Senegal | Cronologia completa delle presenze e delle reti in nazionale ― Senegal |
| Data                                                                   | Città                                                                  | In casa                                                                | Risultato                                                              | Ospiti                                                                 | Competizione                                                           | Reti                                                                   | Note                                                                   |
| ---------------------------------------------------------------------- | ---------------------------------------------------------------------- | ---------------------------------------------------------------------- | ---------------------------------------------------------------------- | ---------------------------------------------------------------------- | ---------------------------------------------------------------------- | ---------------------------------------------------------------------- | ---------------------------------------------------------------------- |
| 6-6-2025                                                               | Dublino                                                                | Irlanda                                                                | 1 – 1                                                                  | Senegal                                                                | Amichevole                                                             | -1                                                                     |                                                                        |
| Totale                                                                 |                                                                        | Presenze                                                               | 1                                                                      |                                                                        | Reti                                                                   | -1                                                                     |                                                                        |